# Надземная железная дорога Ливерпуля

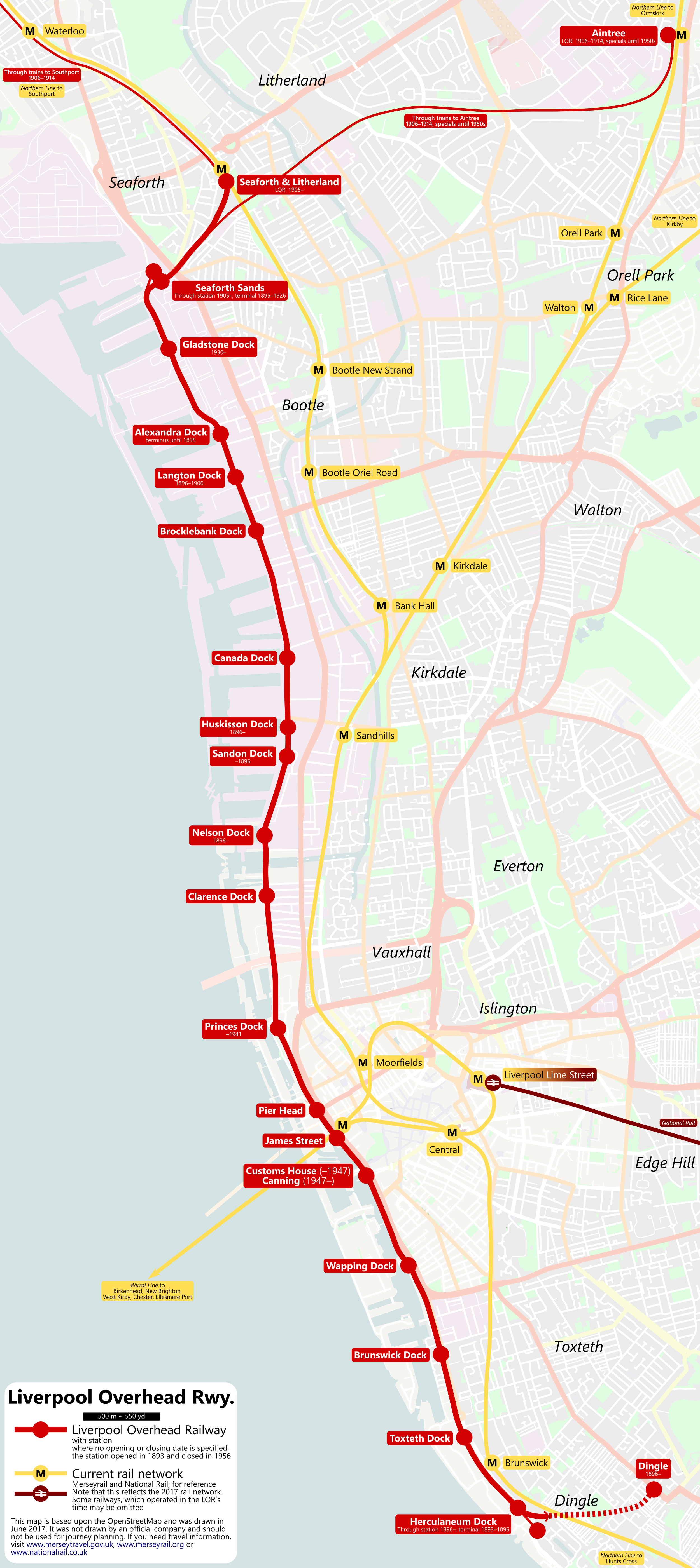
Географическая карта

Надземная железная дорога Ливерпуля (англ. Liverpool Overhead Railway) — система линий электрифицированной надземной железной дороги в городе Ливерпуль (Великобритания), открытая в 1893 году и прекратившая существование в 1956 году.

## История

### Замысел создания и конструкционные особенности
Первая железная дорога появилась в ливерпульских доках в 1852 году, связав склады и непосредственно сами доки. В течение многих лет на дороге использовалась лошади в качестве тяговой силы, тогда как использование локомотивов было под запретом из-за риска возгорания. С 1859 года по рельсам стали ходить экипажи для перевозки пассажиров. Они были снабжены втягивающимися ребордами колёс, чтобы иметь возможность покидать рельсы для обгона товарных экипажей. В 1880-х годах интервал их движения составлял 5 минут.
Надземная железная дорога была предложена в 1852 году, а в 1878 Совет гавани и доков Мерси получил полномочия для прокладки одной железнодорожной линии с разъездами на станциях. Однако, Торговый совет осудил эти планы, и дальнейший прогресс остановился. Компания надземной железной дороги Ливерпуля была образована в 1888 году и получила разрешение на прокладку двухпутной дороги в том же году. Инженерам сэру Дугласу Фоксу и Джеймсу Генри Грейтхеду было поручено разработать проект будущей железной дороги. Для предотвращения падения паровозного пепла на улицу, было предложено создать этажную конструкцию. Однако, в 1891 году для железной дороги была выбрана электрическая тяга, ведь за год до этого состоялось открытие Железной дороги Сити и Южного Лондона, первой крупной дороги, где применялась электрическая тяга.

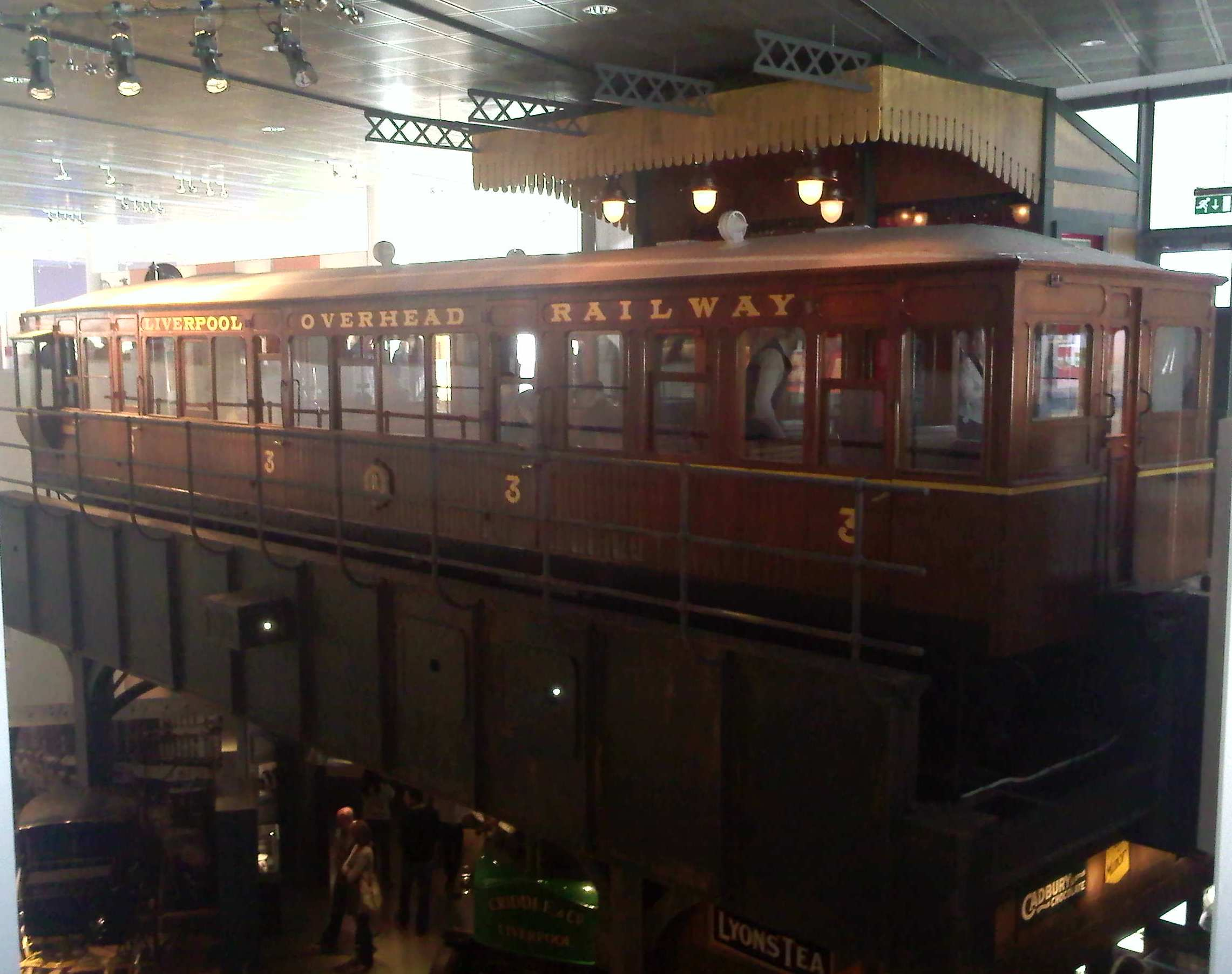
Экземпляр вагона в Музее Ливерпуля, 2012 год

Конструкции были выполнены из кованых железных балок, расположенных в 16 футах (4,9 м) над проезжей частью. Стандартная европейская колея была положена на деревянные брусья. Возле станций Брансвик-док, Сэндон-док и Лантон-док были устроены гидравлические подъёмные мосты, способные приподнимать железнодорожное полотно и позволять проходить по каналам судам с крупногабаритным грузом. Для сохранения судоходства по каналу Лидс — Ливерпуль, вблизи Стэнли-док мост был заменён на комбинированный подъёмно-разводной. Нижняя подъёмная секция служила для прохождения грузовых составов. В районе Брэмлей-Мап-док дорога опускалась до уровня земли, чтобы пройти под угольной веткой Ланкаширской — Йоркширской железной дорогой. В этом месте уклон пути составлял 25‰ (или 1 к 40), и оно было известно как «горки». Было проложено примерно 5 миль (8,0 км) железной дороги от Александра-док на севере до Геркуланум-док на юге. Работы начались в 1889 году, и после возведения 567 пролётов, были завершены в 1893 году.
Первоначально контактный рельс был размещён между основными рельсами и имел напряжение в 500В постоянного тока. Власти города быстро построили генераторную станцию на Брэмлей-Мап-док, работавшую на угле, приходившему также по железной дороге. Были разработаны специальные лёгкие пассажирские вагоны, в каждом из которых имелся электродвигатель; мощность двигателя была равна 60 л. с. (45 кВт)

### Открытие, функционирование, расширение
Надземная железная дорога Ливерпуля была официально открыта 4 февраля 1893 года Лидером оппозиции маркизом Солсбери и стала доступна публике 6 марта. Дорога получила ласковое прозвище «Зонтик докеров», так как большая её часть был поднята над землёй.
Линия была продлена на север к станции Seaforth Sands 30 апреля 1894 года. 21 декабря 1896 года состоялось открытие участка линии из Геркуланум-док в Дангл, что продлило общую протяжённость пути на юг. Станция Дангл находилась под землёй и была расположена в Парк-роуд. Дорога из Геркуланум-док вела сначала через 200-футовый (61 м) мост, а затем полмили (800 м) через туннель в песчанике скалы Парк-роуд.
Во время Второй мировой войны железная дорога сильно пострадала от бомбардировок. В 1948 году местное управляющее дорогой предприятие не было национализировано в отличие от большей части железнодорожной системы, и в конце 1940-х компания начала модернизацию некоторых из вагонов. В вагонах были установлены раздвижные двери, а дорога продолжала обслуживать большой пассажиропоток, состоящий преимущественно из портовых рабочих.

## Закрытие
Железная дорога была проложена главным образом по железным виадукам с гофрированным железным настилом, на котором и размещались пути. Вся структура была уязвима для коррозии. В 1955 году исследователи обнаружили, что ремонт будет необходимо провести в течение 5 лет и потратить сумму в 2 млн фунтов. Ливерпульская компания надземной железной дороги не могла позволить себе такие расходы, а финансовой поддержки со стороны (в том числе из Ливерпульского городского совета и Совета доков Мерси и Порта) не последовало. Компании пришлось пройти процедуру добровольной ликвидации и, несмотря на значительные протесты, линия была закрыта вечером 30 декабря 1956 года. По маршруту были пущены автобусы Ливерпульской корпорации.
Демонтаж конструкций был начат в сентябре 1957 года и полностью завершён в следующем году. 24 июля 2012 года обрушилась часть туннеля вблизи станции Дангл.

## Подвижной состав
Поезда были выведены из эксплуатации после закрытия железной дороги. Один экземпляр был сохранён в Музее Ливерпуля, а экземпляр модернизированной версии вагона находится в музее Электрифицированных железных дорог в городе Багинтон.

## Кинокадры
Железная дорога показана в финальной сцене фильма «Дымчато-желтый» (англ. «The Clouded Yellow», 1951). Персонаж актрисы Джин Симмонс едет по ней в один из доков. Обширные архивные кинокадры дороги появились в документальном фильме, «кинематографической и автобиографической поэме», «Время и город» («англ. Of Time and the City») британского режиссёра Теренса Дэвиса. Фильм был снят в 2008 году для празднования получения городом Ливерпуль на год статуса Культурной столицы Европы.